# Draconarius tryblionatus
Draconarius tryblionatus är en spindelart som först beskrevs av Wang och Zhu 1991.  Draconarius tryblionatus ingår i släktet Draconarius och familjen mörkerspindlar. Inga underarter finns listade i Catalogue of Life.